# Мисехой, Габриэл
Габриэл Осей Мисехой (нидерл. Gabriel Osei Misehouy; 18 июля 2005) — нидерландский футболист, полузащитник испанского клуба «Жирона», выступающий на правах аренды за греческий «Арис».

## Клубная карьера
Мисехой родился в Амстердаме и в 2012 году попал в академию местного клуба «Аякс». 21 февраля 2022 года дебютировал в профессиональном футболе за фарм-клуб «Йонг Аякс», выйдя на замену в матче Эрстедивизи против «Алмере Сити».
В ноябре 2023 года в подписании Габриэла был заинтересован английский клуб «Манчестер Сити». Как итог, по окончании сезона 2023/24 Мисехой на правах свободного агента присоединился к испанской «Жироне», которая принадлежит холдингу City Football Group. 15 августа 2024 года Габриэл дебютировал за новый клуб, выйдя на замену в матче Ла Лиги против клуба «Реал Бетис». Он также забил свой первый гол за испанскую команду, принеся «Жироне» ничью.

## Карьера в сборной
Выступал за сборные Нидерландов до 16 лет, до 17 и до 19 лет.